# Peep show

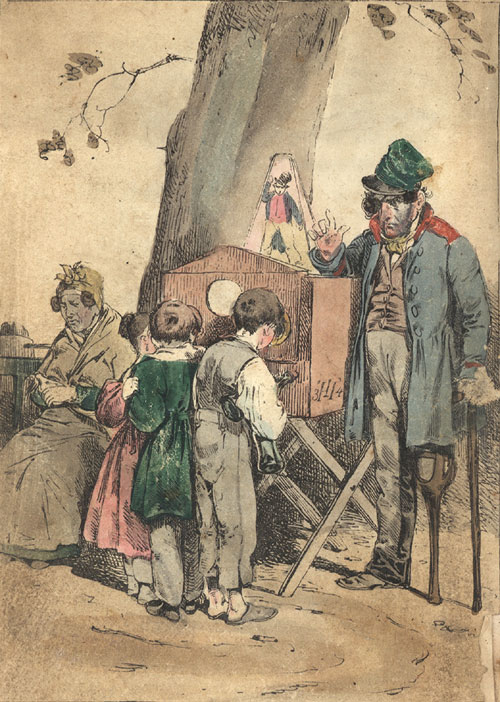
Un bambino guarda le immagini di un peep show (1835)

Il peep show o peepshow è uno strumento ottico che permette di vedere una serie di immagini o oggetti attraverso un foro o una lente d'ingrandimento.

## Significato moderno
Sebbene storicamente il peep show fosse una forma di intrattenimento dato da artisti di strada con temi non a sfondo sessuale, oggi il termine scritto come peep-show si riferisce più comunemente ad una presentazione e spettacolo a pagamento a sfondo sessuale, erotico e pornografico svolto da ragazze, che viene solitamente effettuato attraverso un vetro trasparente; inoltre questo termine viene utilizzato per definire e chiamare il locale in cui si esegue tale esibizione. Questi locali, secondo una legge federale tedesca, sono stati banditi dalla Germania.

## Storia
Anche se, in origine, era una generica forma d'intrattenimento ambulante, nel tempo è divenuto un termine legato esclusivamente alla presentazione di immagini erotiche o pornografiche.